# Gymnasium in den Pfarrwiesen Sindelfingen
Das Gymnasium in den Pfarrwiesen Sindelfingen (kurz: GiPS) ist ein Gymnasium in Sindelfingen in Baden-Württemberg. Seinen Namen verdankt es dem Stadtteil Pfarrwiesen.

## Geschichte und Profil
Gegründet in den 1960er-Jahren – von 1964 bis 1965 Progymnasium Sindelfingen, auch Gymnasium Unterrieden – wurde die Schule 1965 eröffnet und war damit das zweite Gymnasium in Sindelfingen. Ursprünglich bot das Pfarrwiesengymnasium nur die klassischen Gymnasialzweige (naturwissenschaftlicher und neusprachlicher Zug) an. In den 1970er Jahren begann man einen Schwerpunkt auf die französische Sprache zu legen. Heute können Schüler des Gymnasiums Französisch als erste Fremdsprache wählen, alternativ zu Englisch. Für die Schüler, die Französisch als erste Fremdsprache gewählt haben, wird bilingualer Unterricht in französischer Sprache angeboten, unter anderem in den Fächern Erdkunde und Geschichte. Als dritte Fremdsprache wird Spanisch angeboten, Alternative ist ein naturwissenschaftlicher Zweig.
Erster Schulleiter der Schule war bis 1988 Heinz Hummel; ihm folgte von 1988 bis 2005 Karl Weiß. Von 2004 bis 2019 leitete Bodo Philipsen das Gymnasium in den Pfarrwiesen. Sein Nachfolger Ulrich Mayer ist seit 2019 im Amt.

## Besonderheiten
Ein besonderes Angebot des Gymnasiums in den Pfarrwiesen ist die Möglichkeit, neben dem Abitur auch gleichzeitig das französische Baccalauréat zu erlangen. Damit bietet es als eine von elf Schulen in Baden-Württemberg das deutsch-französische Abibac an. Das Gymnasium versteht sich heute als Europaschule, um den europäischen Gedanken zu fördern. Partnerschulen bestehen in Frankreich (Straßburg und Saint-Étienne), Spanien, Italien und Großbritannien. Seit 2014 ist das Gymnasium in den Pfarrwiesen als „Courage-Schule“ des Projekts Schule ohne Rassismus – Schule mit Courage zertifiziert. Als Schulpatin fungiert die SPD-Politikerin Bilkay Öney.

## Bekannte ehemalige Schüler
- Roland Emmerich (* 1955), Regisseur
- Michael Fieger (* 1959), Theologe
- Richard Pitterle (* 1959), Mitglied des Deutschen Bundestages von 2009 bis 2017
- Stefanie Schneider (* 1961), Journalistin, Landessenderdirektorin Baden-Württemberg beim Südwestrundfunk
- Tobias B. Bacherle (* 1994), Mitglied des deutschen Bundestages seit 2021